# Tomasz Wieszczycki
Tomasz Witold Wieszczycki est un footballeur polonais né le 21 décembre 1971 à Łódź.

## Carrière
- 1988-1995 : ŁKS Łódź  Pologne
- 1995-1996 : Legia Varsovie  Pologne
- 1996-1998 : Le Havre AC  France
- 1997-2000 : ŁKS Łódź  Pologne
- 1999-2001 : Polonia Varsovie  Pologne
- 2001-2002 : OFI Crète  Grèce
- 2001-2004 : Dyskobolia  Pologne.

## Palmarès
- Onze sélections et 3 buts avec l'équipe de Pologne.
- Médaille d'argent aux Jeux olympiques de 1992 avec la Pologne.